# 本興寺 (横浜市)

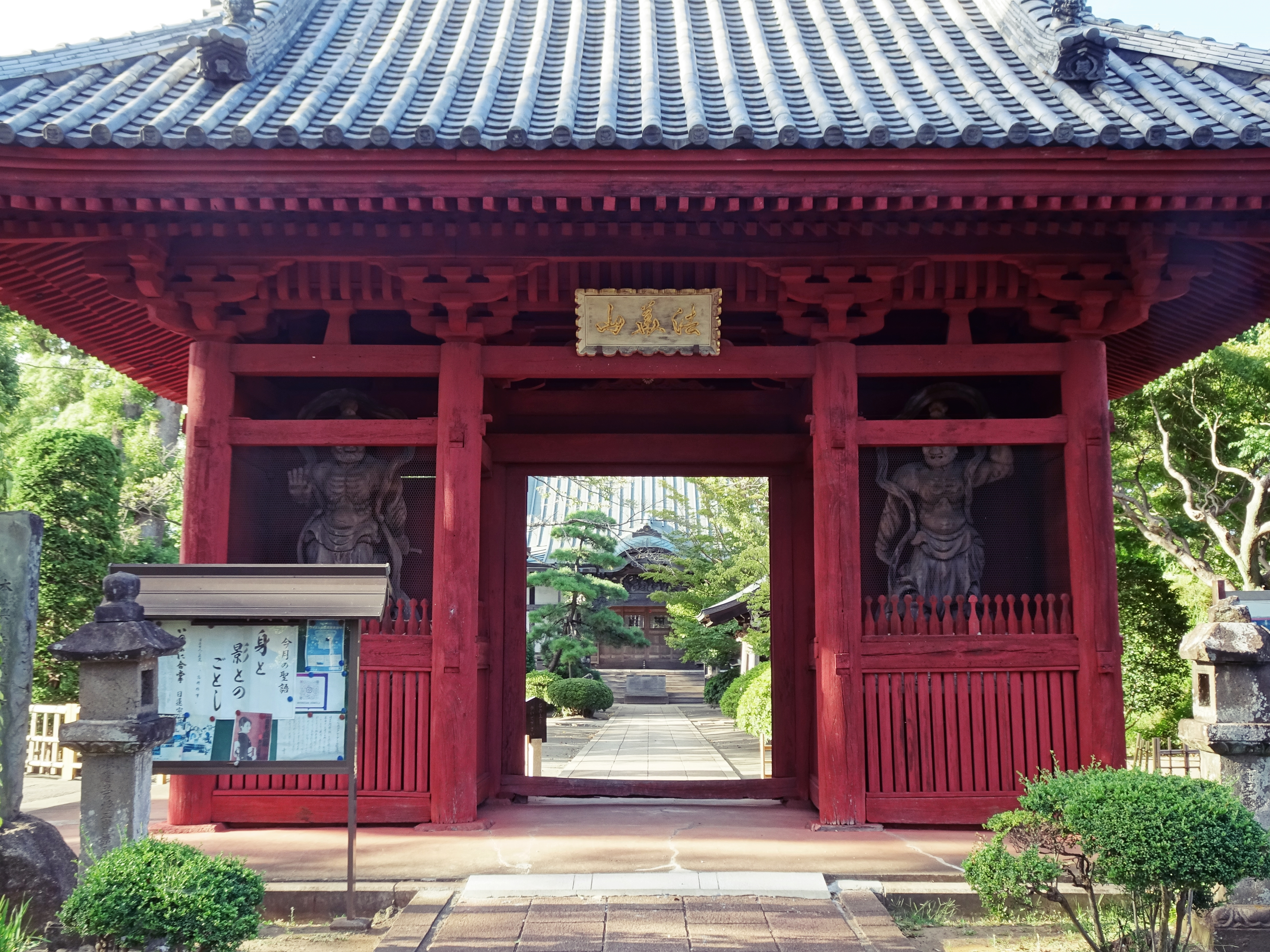
同寺仁王門

本興寺（ほんこうじ）は、神奈川県横浜市泉区上飯田町に所在する日蓮宗の本山（由緒寺院）。山号は法華山。

## 歴史
- もともと飯田のこの地は、鎌倉街道上ノ道が通り、身延山に隠棲した日蓮が、湯治のため常陸国に向かう途中に通過し、また、没後の遺骨も通過したゆかりの地であったという。鎌倉の地(現：鎌倉市大町)に延元元年(1336年)、日蓮の門弟「九老僧」の一人天目が休息山本興寺を建立した。永徳2年(1382年)、日什が2世となり、山号を法華山と改める。辻説法の由緒地に程近く、「辻の本興寺」とよばれた。のちに日什が開創した京都妙満寺を本寺とする日什門流(什門)の寺となった。星霜を経た慶長13年(1608年)、本興寺27世から妙満寺27世となった日経が不受不施を説いたため、江戸幕府によって京都六条河原で耳・鼻削ぎの刑に処せられ、関連寺院は取り潰された。これを慶長の法難という。日経が与同した日奥らの不受不施派は、キリシタンとならんで幕府の厳しい詮議の対象となった。このため、30世日顕により万治3年(1660年)、日蓮ゆかりという鎌倉郡飯田村の当地に寺基を移し、法灯を伝えることとなったのである。なお、辻の旧地にも寛文10年(1670年)、比企谷妙本寺日逞により鎌倉に本興寺が再興され、妙本寺末寺となって現在に至っている。
- 什門の名刹として、その後、戦前に至るまで顕本法華宗本山であった。同宗は政府の意向により1941年日蓮宗と合同した。戦後再独立派の大本山妙満寺、本山妙法寺、本山天妙國寺、本山寂光寺等200箇寺が分離したものの、什門改革派は日蓮宗に残り本興寺は什門４本山(妙國寺、本興寺、玄妙寺、妙立寺)の一つとなる。なお中間派は単立として現在に至る(品川本光寺等)。
- 日蓮宗に残留した180箇寺は宗内で「日蓮宗什師会」を組織している。
- 現住は69世・浅井日伸貫首。

## 概要
- 横浜市西端の境川の河岸丘上に立地する。周囲には田畑が残る、のどかな景観である。県営いちょう団地に隣接し、本堂裏手を東海道新幹線が横切っている。
- 寺宝の「絹本著色法華宝塔曼陀羅」は市指定有形文化財。
- 幕末に再建された本堂の欄間には釈迦、日蓮、日什の一代記が彫刻されている。朱塗りの仁王門がある。
- 境内に南北朝時代の板碑がある。
- 早春には育英梅林と名づけられた梅が開花し見事である。
- 檀家は周辺地域はもとより、境川対岸の大和市にまで及んでいる。大和市福田の田中八幡宮は元は本興寺の管轄で現在も近くに鬼子母神堂が残る。

## アクセス
・JR東海道線、横須賀線、横浜市営地下鉄線戸塚駅より神奈中バス戸61系統上飯田車庫行きに乗車し、中屋敷下車徒歩5分
・横浜市営地下鉄立場駅より神奈中バス神奈中バス戸61系統上飯田車庫行きに乗車し、中屋敷下車徒歩5分
・相鉄いずみ野線いずみ野駅より神奈中バスい06系統いちょう団地循環・い07系統中屋敷行き・い08系統長後駅行きに乗車し、中屋敷下車徒歩5分
・小田急江ノ島線長後駅より神奈中バス長55系統上飯田車庫行き・い08系統いずみ野駅行きに乗車し、中屋敷下車徒歩5分